# Fred Ponedel
Frederic Leo Ponedel (* 15. Februar 1913 in Kalifornien; † 30. Januar 1974 in Los Angeles, Kalifornien) war ein US-amerikanischer Filmtechnikpionier, der auf den Oscarverleihungen 1948, 1952 und 1959 mit einem Oscar für technische Verdienste ausgezeichnet wurde.

## Leben
Fred Ponedel, einer der Filmtechnikpioniere bei Warner Bros. wurde auf der Oscarverleihung 1948 erstmals mit einem Technical Achievement Award der Klasse III ausgezeichnet „für seine Pionierarbeit, die er bei der Fertigung und praktischen Anwendung bei der Farbfilm-Fotografie bei großen durchscheinenden Hintergründen leistete“ („For pioneering the fabrication and practical application to motion picture color photography of large translucent photographic backgrounds“).
Auf der Oscarverleihung 1952 wurde Ponedel erneut ausgezeichnet, diesmal zusammen mit Ralph Ayres und George Brown, die ebenso bei den Warner Bros. Studios arbeiteten, „für die Schaffung eines luftbetriebenen Wassermotors, der auch bei Strömung und Sog sowie Wildwasser während mariner Sequenzen in Bewegtbildern tauglich war“ („For an air-driven water motor to provide flow, wake and white water for marine sequences in motion pictures“).
Eine dritte und letzte Auszeichnung erfolgt 1959, wiederum zusammen mit George Brown sowie mit Conrad Boye, mit denen zusammen Ponedel bei Warner Bros. in der Spezialeffekt-Abteilung tätig war, „für die Konstruktion und Herstellung einer neuen Schnellfeuer-Kugelpistole“ („For the design and fabrication of a new rapid-fire marble gun“).

## Auszeichnungen
Oscar für technische Verdienste
- Oscarverleihung 1948
- Oscarverleihung 1952, zusammen mit Ralph Ayres und George Brown
- Oscarverleihung 1959, zusammen mit George Brown und Conrad Boye